# Відзіно
Відзіно (пол. Widzino) — село в Польщі, у гміні Кобильниця Слупського повіту Поморського воєводства.
Населення — 538 осіб (2011).
У 1975-1998 роках село належало до Слупського воєводства.

## Демографія
Демографічна структура станом на 31 березня 2011 року:
|          | Загалом | Допрацездатний вік | Працездатний вік | Постпрацездатний вік |
| -------- | ------- | ------------------ | ---------------- | -------------------- |
| Чоловіки | 279     | 55                 | 208              | 16                   |
| Жінки    | 259     | 58                 | 158              | 43                   |
| Разом    | 538     | 113                | 366              | 59                   |